# Alexa Bliss
Alexis Cabrera (Columbus (Ohio), 9 augustus 1991), beter bekend als Alexa Bliss, is een Amerikaans professioneel worstelaar die sinds 2013 actief is in de World Wrestling Entertainment.
Bliss tekende in 2013 bij WWE en werd verwezen naar het opleidingsmerk NXT. In 2016 werd ze door verwezen naar het hoodrooster en werd tweevoudig WWE SmackDown Women's Champion, waarvan de eerste keer bij het evenement TLC: Tables, Ladders & Chairs op 4 december 2016.
In 2017 werd ze verwezen naar de brand Raw en werd een drievoudig WWE Raw Women's Champion, waarvan de eerste keer bij het evenement Money in the Bank in juni 2018. Daarna ging ze achter het WWE Women's Tag Team Championship aan samen met Nikki Cross. Het team werd tweevoudig WWE Women's Tag Team Champion, waarvan de eerste keer op een aflevering van WWE Raw.

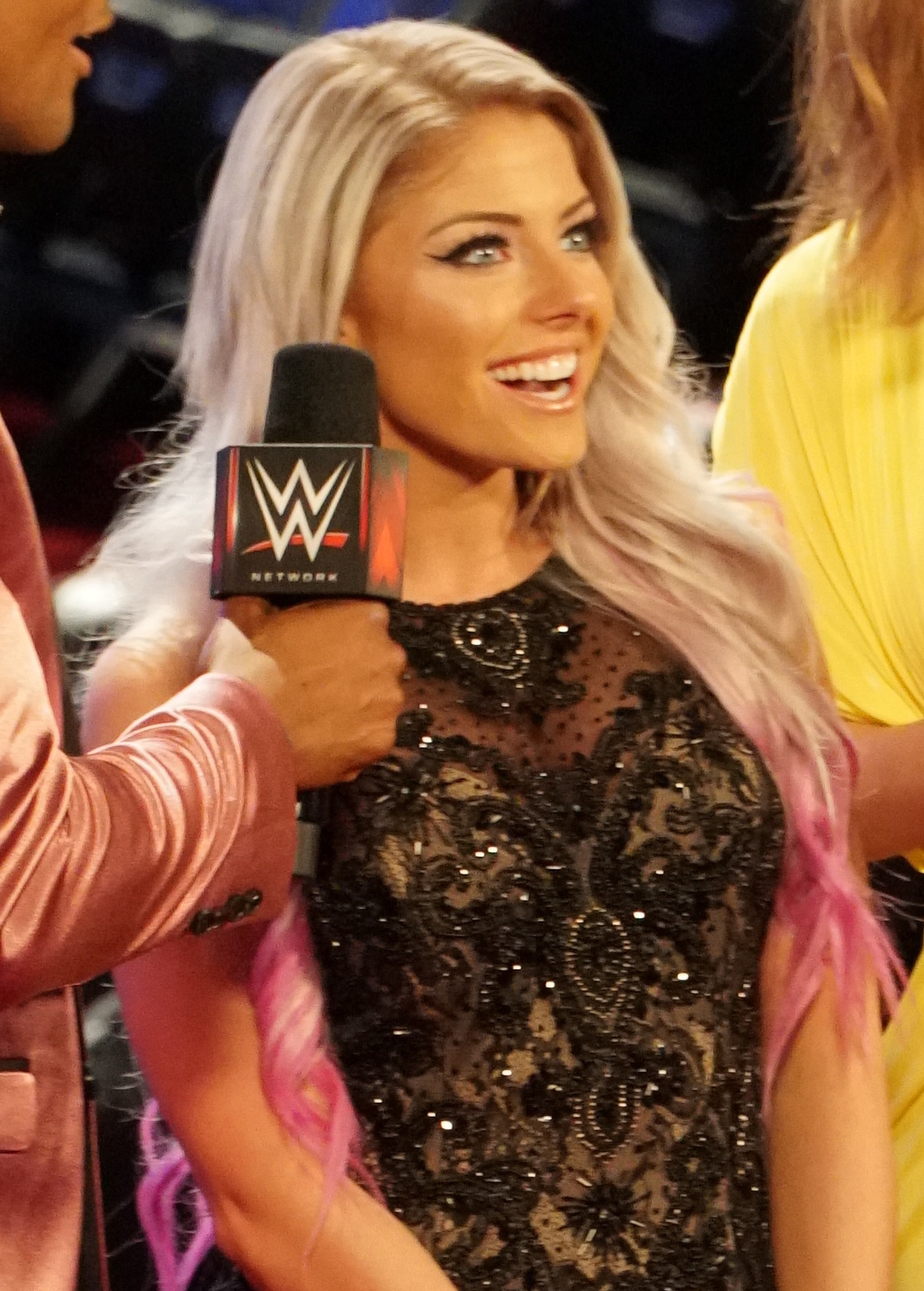
Bliss in 2018

Tevens won ze in 2018 de vrouwelijke versie van de Money in the Bank ladder match en de eerste vrouwelijke Elimination Chamber match.

## Prestaties
- Pro Wrestling Illustrated
  - Gerangschikt op nummer 2 van de top 100 female wrestlers in de PWI Women's 100 in 2018[9]
  - Gerangschikt op nummer 22 van de top 50 tag teams in de PWI Tag Team 50 in 2020 met Nikki Cross
- Sports Illustrated
  - Gerangschikt op nummer 6 in de top 10 vrouwelijke worstelaars in 2018[10]
- Wrestling Observer Newsletter
  - Worst Feud of the Year (2021) met "The Fiend" Bray Wyatt vs. Randy Orton
  - Worst Gimmick (2021)
- WWE
  - WWE Raw Women's Championship (3 keer)[11]
  - WWE SmackDown Women's Championship (2 keer)[11]
  - WWE Women's Tag Team Championship (2 keer) – met Nikki Cross[11]
  - Money in the Bank (Women's 2018)
  - 2e Women's Triple Crown Champion